# Базелевс
«Bazelevs» — российская кинокомпания, занимающаяся производством художественных фильмов и рекламных роликов. Основана в 1994 году режиссёром Тимуром Бекмамбетовым.

## История

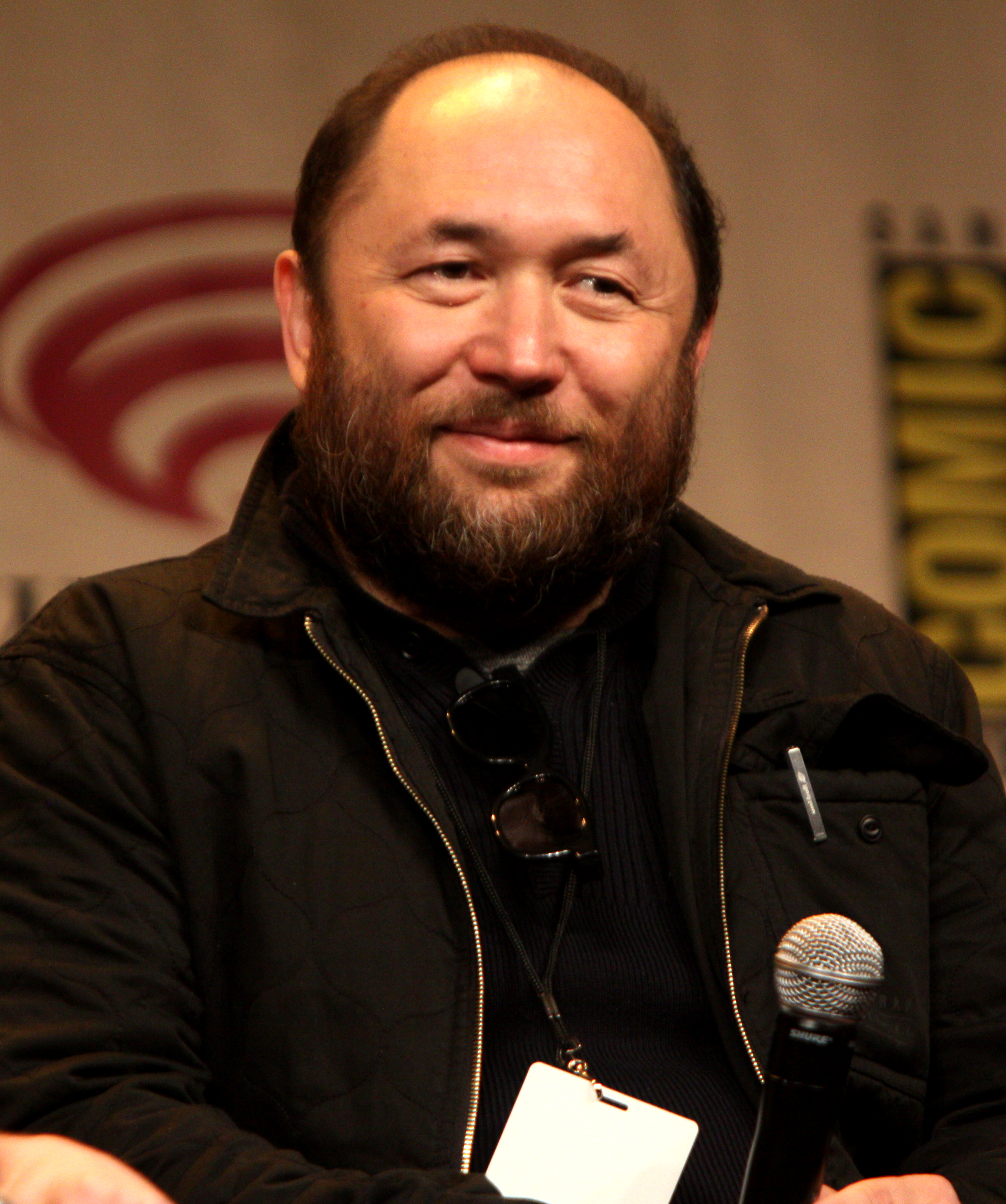
Основатель компании Тимур Бекмамбетов

Компания «Империал фильм» была создана после съёмок роликов для банка «Империал» Тимуром Бекмамбетовым. Несколько человек в маленькой комнате занимались съёмками рекламных роликов, среди которых «Золотая бочка» («Надо чаще встречаться») и «Пепси» (с Чичериной). Снимались и видеоклипы для групп «Чичерина» и «Запрещённые барабанщики».
В 1994 году компания меняет название на «Bazelevs» и начинает эксклюзивно представлять в России нескольких режиссёров: Лео Габриадзе, Дмитрий Киселёв, Йохим Бах.
Первым кинопроектом студии был восьмисерийный художественный фильм по заказу РТР «Наши 90-е», а вторым — боевик «Гладиатрикс», затем «ГАЗ — Русские машины. Дорога длиною 70 лет».
8 июля 2004 года вышел «Ночной дозор», а через 2 года, 1 января 2006 года — «Дневной дозор». Первый «Дозор» стал самым кассовым фильмом года, собрав 26 миллионов долларов с шестью миллионами зрителей.
В мае 2006 года открылось представительство в Лос-Анджелесе. После успеха «Дозоров» данный отдел совместно с кинокомпанией Universal подготовил фильм «Особо опасен».
В 2010 году была создана прокатная компания Bazelevs Distribution, просуществовавшая до начала 2020 года. Помимо фильмов кинокомпании дистрибьютор прокатывал и фильмы других производителей, среди них, например, фильм «Майор» студии «Рок».
Кроме этого, в 2010 году Бекмамбетов учредил компанию «Базелевс Инновации», которая разрабатывала программу «Киноязык» — программу преобразования текста в анимацию.
В 2020 году компания анонсировала запуск проекта киноальманаха «Истории карантина», посвящённого ситуации вокруг пандемии коронавируса. Планировалось, что киноальманах будет состоять из отдельных короткометражек, а география проекта охватит разные страны мира. По задумке, съёмки должны были осуществляться в формате Screenlife, где всё действие происходит на экране электронного девайса.
В 2022 году Тимур Бекмамбетов продал свою долю в компании генеральному продюсеру Лале Рустамовой и коммерческому директору Тимуру Асадову.
В июне 2023 года права на новые фильмы киностудии приобрела «Национальная Медиа Группа».

## Этимология названия
Название компании происходит от греческого слова греч. Βασιλεύς (Басилевс) — так назывались античные правители Афин, Македонии, Спарты и Византии, а в новом и новейшем времени - короли Греции. В Микенскую эпоху слово «басилевс» относилось к некому мифическому грифоноподобному существу, очень мудрому и приносившему удачу. На Среднем Востоке в этот период словом «базилевс» называют существо, символизирующее мудрость и просвещение. Считалось, что это существо с львиным туловищем и головой орла, страж золота — возможно, василиск.

## Награды
Компания получила множество наград российских и международных рекламных и кинофестивалей:
- Фестиваль рекламы «Golden drum» (Словения).
- Международный фестиваль эротической рекламы «LEAF» (Португалия).
- Российская ассоциация рекламных агентств: «Лучшая продакшн-компанией 2001 года».
- «25 каДР 2010»: 9 наград в 6 номинациях.
- Конференция «Большое кино. Новые технологии российского кинопроизводства»: 2004 год.
- «Кинокомпания года» от компании «РосКиноКонсалтинг» и журнала ACTION.
- «Лучший фантастический фильм года» за фильм «Особо Опасен» в 2009 году.
- Фильм «9» получил награду Гильдии Продюсеров Америки в номинации «Лучший анимационный фильм» в 2010 году.

## Рекламная деятельность
Компания, помимо кинематографической деятельности, занимается съёмкой рекламы. Бюджет рекламного ролика автомобиля Chance составил 2,5 млн рублей.

## Достижения
В 2009 году фильм «Особо опасен» получил награду британского журнала Empire в номинации «Лучший фантастический фильм года».
В феврале 2011 года фильм «Выкрутасы», созданный компанией, получил главный приз зрительских симпатий «Золотая Тайга» на фестивале дебютов в Ханты-Мансийске.
В 2011 году кинокомпания «BAZELEVS» участвовала в производстве голливудского фильма Бекмамбетова «Президент Линкольн: Охотник на вампиров». За работу над ним Тимур в 2012 году был удостоен звания «Лучший иностранный режиссёр года» на ежегодной американской выставке киноиндустрии CinemaCon.
Работы ГК Bazelevs удостаивались наград международных и российских фестивалей рекламы и кино: Фестиваль фантастических фильмов в Брюсселе, Международный фестиваль в Хьюстоне, Фестиваль рекламы стран новой Европы Golden Drum и других.

## Кинофильмы
| Фильм                                   | Дата выхода в прокат | Прокатчик                      | Сборы в России и СНГ | Дата премьеры на ТВ | Телеканал  | Рейтинг/ доля |
| --------------------------------------- | -------------------- | ------------------------------ | -------------------- | ------------------- | ---------- | ------------- |
| Ночной Дозор                            | 7 июля 2004          | «Гемини»                       | 465 млн руб.         | 8 сентября 2006     | СТС        | 5.8/ 18.1     |
| Дневной Дозор                           | 1 января 2006        | «Гемини»                       | 918 млн руб.         | 15 сентября 2006    | СТС        | нет данных    |
| Ирония судьбы. Продолжение              | 21 декабря 2007      | «20 век Фокс СНГ»              | 1222 млн руб.        | 1 января 2010       | Первый     | 14.3/ 36.0    |
| Особо опасен                            | 26 июня 2008         | «UPI»                          | 618 млн руб.         | 27 ноября 2009      | НТВ        | 5.7/ 17.2     |
| 9                                       | 9 сентября 2009      | «UPI»                          | 155 млн руб.         | 17 октября 2010     | СТС        | 2.7/ 12.5     |
| Чёрная молния                           | 31 декабря 2009      | «UPI»                          | 595 млн руб.         | 28 октября 2010     | СТС        | 5.2/ 15.5     |
| Ёлки                                    | 16 декабря 2010      | «Базелевс»                     | 701 млн руб.         | 1 января 2012       | Первый     | 8.1/ 21.8     |
| Выкрутасы                               | 17 февраля 2011      | «WDSSPR»                       | 363 млн руб.         | 2 сентября 2011     | Первый     | 4.0/ 16.3     |
| Аполлон 18                              | 1 сентября 2011      | «WDSSPR»                       | 60 млн руб.          | —                   | —          | —             |
| Ёлки 2                                  | 15 декабря 2011      | «Базелевс»                     | 833 млн руб.         | 1 января 2013       | Россия-1   | 6.0/ 15.7     |
| Смешарики. Начало                       | 22 декабря 2011      | «Каропрокат»                   | 271 млн руб.         | 1 апреля 2012       | Первый     | 2.2/ 14.0     |
| Фантом                                  | 22 декабря 2011      | «20 век Фокс СНГ»              | 238 млн руб.         | 9 июня 2015         | РЕН ТВ     | нет данных    |
| Президент Линкольн: Охотник на вампиров | 21 июня 2012         | «20 век Фокс СНГ»              | 394 млн руб.         | 28 сентября 2014    | Первый     | нет данных    |
| Джентльмены, удачи!                     | 27 декабря 2012      | «Базелевс»                     | 302 млн руб.         | 1 января 2014       | Россия-1   | 4.4/ 12.6     |
| Снежная королева                        | 31 декабря 2012      | «Базелевс»                     | 233 млн руб.         | 4 ноября 2013       | нет данных |               |
| Игра в правду                           | 11 июля 2013         | «Базелевс»                     | 31 млн руб.          | 5 октября 2013      | нет данных | НТВ           |
| Горько!                                 | 24 октября 2013      | «Базелевс»                     | 810 млн руб.         | 11 мая 2014         | СТС        | 2.8/ 8.0      |
| Ёлки 3                                  | 26 декабря 2013      | «Базелевс»                     | 1245 млн руб.        | 1 января 2015       | Россия-1   | 4.0/ 13.1     |
| Горько! 2                               | 23 октября 2014      | «20 век Фокс СНГ» / «Базелевс» | 550 млн руб.         | 1 марта 2015        | СТС        | 3.3/ 8.9      |
| День дурака                             | 13 ноября 2014       | «Базелевс»                     | 84 млн руб.          | 1 апреля 2015       | СТС        | нет данных    |
| Ёлки 1914                               | 25 декабря 2014      | «20 век Фокс СНГ» / «Базелевс» | 703 млн руб.         | 2 января 2016       | Россия-1   | 3.0/ 8.3      |
| Снежная королева 2: Перезаморозка       | 1 января 2015        | «20 век Фокс СНГ» / «Базелевс» | 301 млн руб.         | 9 мая 2015          | Россия-1   | нет данных    |
| Ёлки лохматые                           | 29 января 2015       | «20 век Фокс СНГ» / «Базелевс» | 138 млн руб.         | 3 января 2016       | Россия-1   | 3.2/ 10.0     |
| Дабл трабл                              | 28 мая 2015          | «20 век Фокс СНГ» / «Базелевс» | 23 млн руб.          | 4 января 2016       | Россия-1   | нет данных    |
| Убрать из друзей                        | 9 июля 2015          | «20 век Фокс СНГ» / «Базелевс» | 102 млн руб.         | 11 октября 2015     | ТНТ        | 0.7/ 12.7     |
| Он — дракон                             | 3 декабря 2015       | «20 век Фокс СНГ» / «Базелевс» | 129 млн руб.         | 11 августа 2019     | Пятница!   | нет данных    |
| Самый лучший день                       | 24 декабря 2015      | «20 век Фокс СНГ» / «Базелевс» | 725 млн руб.         | 9 апреля 2016       | НТВ        | 3.9/ 13.8     |
| Хардкор                                 | 7 апреля 2016        | «20 век Фокс СНГ» / «Базелевс» | 174 млн руб.         | 27 декабря 2020     | НТВ        | нет данных    |
| Взломать блогеров                       | 10 ноября 2016       | «Базелевс»                     | 8 млн руб.           | —                   | —          | —             |
| Ёлки 5                                  | 22 декабря 2016      | «Базелевс»                     | 778 млн руб.         | 6 июля 2018         | Россия-1   | 2.3/ 14.0     |
| Время первых                            | 6 апреля 2017        | «Базелевс»                     | 562 млн руб.         | 14 октября 2017     | Первый     | 5.0/ 17.8     |
| Ёлки новые                              | 21 декабря 2017      | «Базелевс»                     | 910 млн руб.         | 28 декабря 2018     | СТС        | 2.3/ 7.1      |
| Знаешь, мама, где я был?                | 26 апреля 2018       | «Центр документального кино»   | 4 млн руб.           | 24 декабря 2018     | Первый     | нет данных    |
| Днюха!                                  | 23 августа 2018      | «20 век Фокс СНГ» / «Базелевс» | 66 млн руб.          | 17 февраля 2021     | Пятница!   | нет данных    |
| Поиск                                   | 27 сентября 2018     | «WDSSPR»                       | 56 млн руб.          | —                   | —          | —             |
| Ёлки последние                          | 27 декабря 2018      | «20 век Фокс СНГ» / «Базелевс» | 730 млн руб.         | 28 декабря 2019     | СТС        | 2.1/ 6.6      |
| Война токов                             | 5 декабря 2019       | «Пионер»                       | 32 млн руб.          | 7 января 2021       | Пятница!   | нет данных    |
| Девятаев                                | 29 апреля 2021       | «SPPR»                         | 316 млн руб.         | 9 мая 2022          | Россия-1   | —             |
| Ёлки 8                                  | 16 декабря 2021      | «Megogo Distribution»          | 70 млн руб.          | —                   | —          | —             |
| Ёлки 9                                  | 1 декабря 2022       | «Вольга»                       | 584 млн руб.         | 27 декабря 2024     | СТС        | —             |
| Возрождённые                            | 27 апреля 2023       | «Экспонента»                   | 13 млн руб.          | —                   | —          | —             |
| Ёлки 10                                 | 7 декабря 2023       | «НМГ Кинопрокат»               | 399 млн руб.         | —                   | —          | —             |

## Мультсериалы
| Название                   | Дата выпуска                | Телеканалы    | Жанр                   |
| -------------------------- | --------------------------- | ------------- | ---------------------- |
| «Алиса знает, что делать!» | 16 ноября 2013—5 марта 2016 | СТС, Карусель | фантастическая комедия |

## Веб-сериалы
| Название   | Дата выпуска | Сервис | Жанр  |
| ---------- | ------------ | ------ | ----- |
| «Взаперти» | 28 июля 2020 | Okko   | драма |

## Киноязык
В декабре 2010 года на базе «Сколково» Тимуром Бекмамбетовым была создана компания «Базелевс Инновации». Компания сразу получила грант в 156 млн рублей. Основным продуктом компании является «Киноязык» — программа, которая преобразует текст в анимацию. Таким образом, эта программа становится автоматической для создания превиз.
Программа делится на три составляющие технологии:
1. Анализ сценария и перевод в специальный код в виде кратких описаний действий, выполняемых определенной системой (скрипт).
2. Объяснение виртуальным актёрам, что им делать.
3. Визуализация моделей и декораций.

Релиз программного обеспечения состоялся 13 января 2013 года на сайте obosmeisya.ru в специальном разделе, где любому желающему предлагалось написать сценарий для мультфильма про двух роботов, хотя их действия имели строго ограниченный список.